# Museu del Calçat
El Museu del Calçat  de Barcelona va ser inaugurat l'any 1970 i va tancar a finals de l'any 2015, a causa de l'augment del lloguer del local, propietat de la Congregació de l'Oratori de Sant Felip Neri. Estava situat a l'antiga seu de la confraria de mestres sabaters, la façana de la qual fou reconstruïda a la plaça de Sant Felip Neri, al barri Gòtic.

## Museu

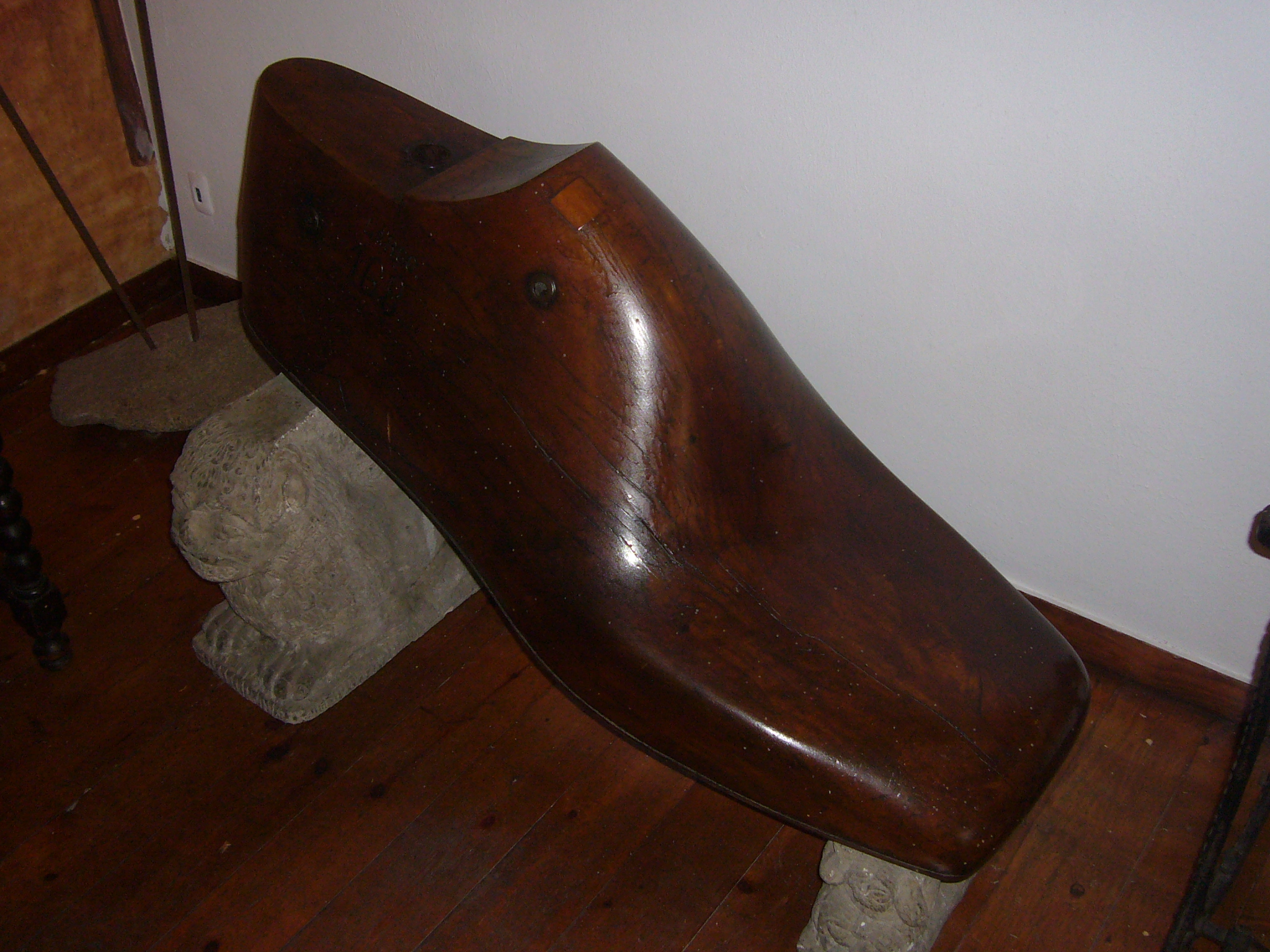
Sabata de fusta del monument a Colom

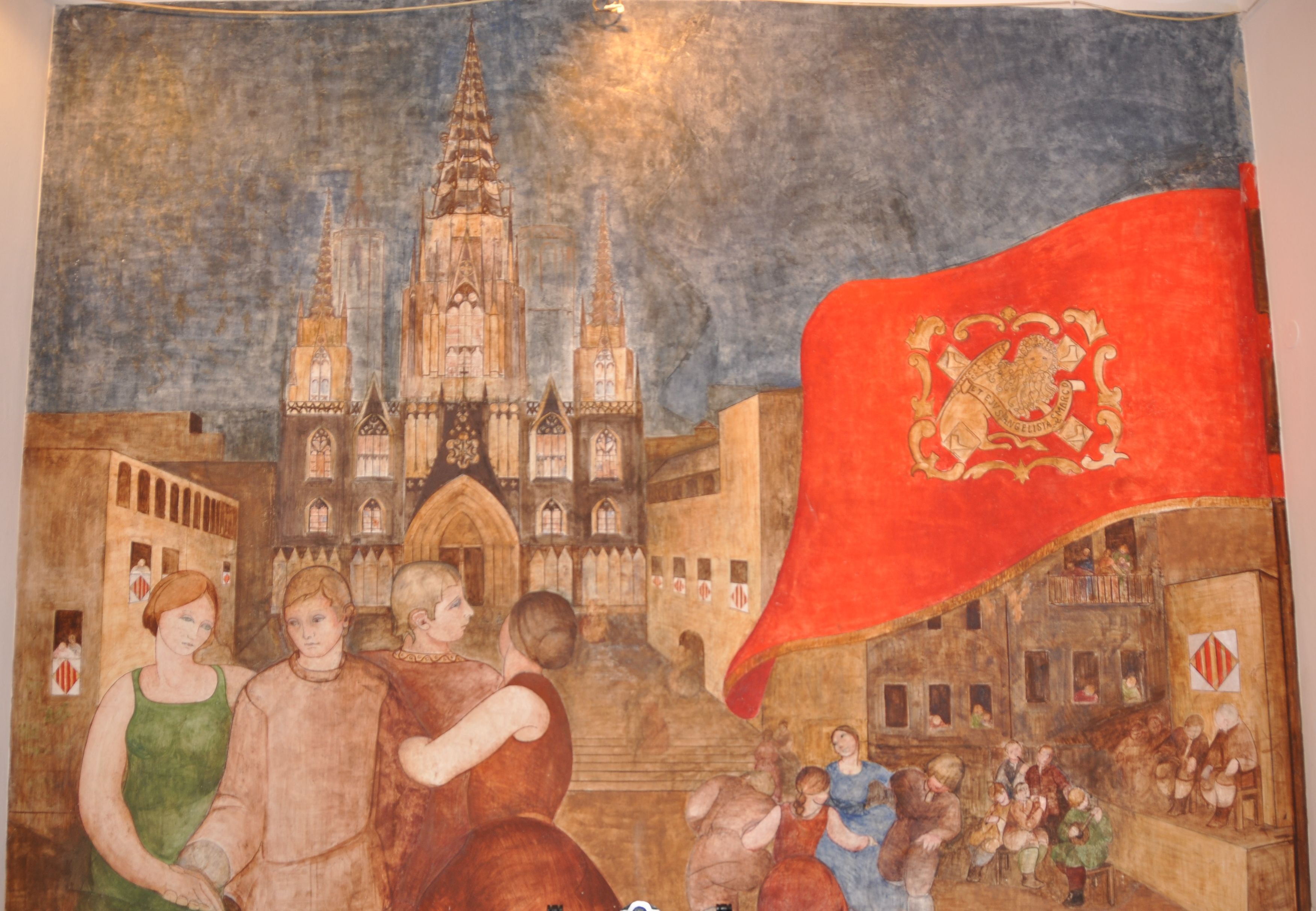
Pintura Mural de Maria Teresa Peris Estrada (1970) evocant la història del gremi de sabaters

Exposava retrats dels prohoms de la confraria i aplega sabates originals des del segle xviii fins al xx i reproduccions dels models anteriors a partir del segle ii, que mostren l'evolució del calçat. També s'hi podien contemplar les eines i la maquinària que han fet servir els sabaters, tota mena de pells i estris propis de l'ofici i documentació procedent del gremi. S'hi reclollia també una col·lecció de sabates de personatges populars, com ara Pau Casals, Núria Feliu i Charlie Rivel, i també la primera bota catalana de muntanya que va pujar a l'Everest.
Entre altres curiositats, hi havia la «sabata d'en Colom», de la mateixa mida que el peu de l'estàtua del monument a Colom del Portal de la Pau, la qual va entrar al Llibre Guinness dels rècords com la sabata més gran del món.
Les sales eren decorades amb sengles pintures murals de Maria Teresa Peris Estrada i A. Gorgues, de 1970.